# Sportivo Dock Sud
A Sportivo Dock Sud egy argentin labdarúgócsapat Dock Sud városában. A egyesületet 1916. szeptember 1-jén alapították. A csapat jelenleg alacsonyabb szintű bajnokságokban szerepel. Színeik a kék és a sárga voltak. Hazai mérkőzéseiknek az 5 000 néző befogadására alkalmas Estadio de Los Inmigrantes ad otthont.
Egyszer nyerték meg az első osztályt: 1933-ban.

## Sikerek
Primera División
- Bajnok (1): 1933

## Fordítás
Ez a szócikk részben vagy egészben  a   Sportivo Dock Sud című angol Wikipédia-szócikk fordításán alapul.  Az eredeti cikk szerkesztőit annak laptörténete sorolja fel. Ez a jelzés csupán a megfogalmazás eredetét és a szerzői jogokat jelzi, nem szolgál a cikkben szereplő információk forrásmegjelöléseként.